# The Frog, the Dog, and the Devil
The Frog, the Dog, and the Devil ist ein neuseeländischer animierter Kurzfilm von Bob Stenhouse aus dem Jahr 1986.

## Handlung
The Mackenzie in Neuseeland am Freitag, den 13. September 1902: Ein Trinker leert vor einem Pub seine Flasche Whisky und füllt sie heimlich an einem Becken mit Wasser. Dabei schließt er versehentlich einen Frosch in die Flasche ein. In der Bar verlangt er eine Flasche Whisky, die er in seiner Tasche verstaut. Da er vorgibt, kein Geld zu haben, gibt er die Flasche an den Wirt zurück – es ist die Wasserflasche mit dem Frosch. Er reitet davon, den Hund an seiner Seite, und leert die Whiskyflasche. In einem Teich scheinen sich nun menschliche Formen zu bilden, den Mann plagen Halluzinationen und sein Pferd geht mit ihm durch. Der Hund scheint Feueraugen zu haben und auch eine Ratte in einem Tierschädel jagt dem Trinker nun ein Grausen ein. Er reitet eilig zurück zur Bar, wo er diesmal eine neue Flasche Whisky bezahlt. Er erhält prompt seine eigene Wasserflasche zurück. Als er sich ein Glas einschenkt, schüttet er den Frosch ins Glas, der ihm nun einen erneuten Schreck einjagt, sich aus dem Glas zieht und nass ins Freie hüpft.

## Produktion
The Frog, the Dog, and the Devil wurde vom Lied The Devil's Daughter von Ernie Slow inspiriert und nimmt Bezug auf Neuseeland als „Nation der Trinker“, wie es 1838 im House of Lords genannt wurde. Die Figuren des Films werden von Grant Tilly gesprochen.

## Auszeichnungen
Auf dem Ottawa International Animation Festival erhielt Bob Stenhouse 1986 den Großen Preis.
The Frog, the Dog, and the Devil wurde 1987 für einen Oscar in der Kategorie „Bester animierter Kurzfilm“ nominiert, konnte sich jedoch nicht gegen Een Griekse tragedie durchsetzen. Es war der erste neuseeländische Kurzanimationsfilm, der für einen Oscar nominiert wurde.